# Titularbistum Chełm
Chełm ist ein Titularbistum der römisch-katholischen Kirche.
Es geht zurück auf einen Bischofssitz in der Stadt Chełm. Das Bistum Chełm war dem Erzbistum Lemberg als Suffraganbistum unterstellt.
| Titularbischöfe von Chełm |                    |                                 |                |     |
| Nr.                       | Name               | Amt                             | von            | bis |
| 1                         | Stanisław Jamrozek | Weihbischof in Przemyśl (Polen) | 20. April 2013 |     |